# Ca l'Espinya
Ca l'Espinya és una obra de Calafell (Baix Penedès) protegida com a bé cultural d'interès local.

## Descripció
Es tracta d'un edifici de planta irregular, amb tres façanes que donen a la via pública, constituït per soterrani, planta baixa i pis. La coberta és de doble vessant, situada a diferents nivells. Actualment l'immoble és ocupat per dos habitatges independents. A la façana principal hi ha un recobriment de pedra tallada que també és present, en part, a les façanes laterals. La porta d'accés a un dels habitatges és d'arc de mig punt. A cada costat hi ha una finestra quadrangular. A la façana hi ha també dues finestres, una de les quals es va obrir posteriorment. Al costat esquerre de la façana hi ha les restes d'un rellotge de sol molt malmès. Al costat dret de la façana lateral sud-est arrenca un talús. Al costat esquerre hi ha un revestiment de pedra com el de la façana principal només ocupa part del mur de tancament del soterrani. Una porta d'arc escarser comunica el soterrani amb l'exterior, el qual també disposa de dues finestres. A la resta de la façana hi ha quatre finestres, dues a la planta baixa i dues a la planta alta. La del costat dret de la planta baixa és formada per elements regulars de pedra picada. A la part superior del mur hi ha un ràfec fet amb maons i teules i disposa de tortugada. La façana nord-oest es divideix en dos sectors. El del costat dret té un sòcol de pedra picada i la resta del parament queda amb la fàbrica a la vista. Al costat esquerre d'aquest sector hi ha una finestra a la planta baixa i una altra a la planta alta. El sector del costat esquerre és parcialment arrebossat i pintat de color blanc. Més a munt queda a la vista una part feta de tàpia.
A la planta baixa hi ha una porta i dues finestres. La del costat esquerre està tancada amb elements ceràmics. A la part superior hi ha un ràfec de teules, però sense tortugada. A les dues cantonades de l'edifici hi ha elements de suport del cablejat elèctric. Al soterrani hi ha dos pous.
El sistema constructiu és de tipus tradicional a base de murs de càrrega i sostres unidireccionals fets amb bigues de fusta i de formigó armat. La coberta és de bigues de fusta, encanyissat i teules àrabs. Els murs són de maçoneria unida amb morter de calç i tàpia.